# Afgekia
Afgekia é um género botânico pertencente à família Fabaceae.
As espécies são arbustos nativos da Ásia.
O gênero foi nomeado em homenagem ao botânico irlandes Arthur Francis George Kerr (1877–1942), usando suas iniciais.

## Espécies
O gênero apresenta três espécies:
- Afgekia filipes (Dunn) R.Geesink 1984
- Afgekia mahidolae B.L.Burtt & Chermsir. 1971
- Afgekia sericea Craib 1927